# Buthus maamora
Espèce
Buthus maamora est une espèce de scorpions de la famille des Buthidae.

## Distribution
Cette espèce est endémique du Maroc. Elle se rencontre sur la côte Atlantique, entre Kénitra et El Jadida.

## Description
La femelle holotype mesure 68,65 mm.

## Systématique et taxinomie
Cette espèce a été décrite par Ythier en 2023.

## Étymologie
Son nom d'espèce lui a été donné en référence au lieu de sa découverte, la forêt de Maâmora.

## Publication originale
- Ythier, 2023, « A new species of Buthus Leach, 1815 from the Atlantic coast of Morocco (Scorpiones: Buthidae) » Faunitaxys, vol. 11, no 69, p. 1-7 (texte intégral).